# Валгамаа
Ва́лгамаа (эст. Valgamaa) или Ва́лгаский уе́зд (эст. Valga maakond) — один из 15 уездов Эстонии. Расположен в южной части страны. Административный центр до 1 января 2018 года — город Валга. Уезд состоит из трёх волостей.

## География
Рельеф холмистый. На территории уезда расположено более 200 озёр. В уезде располагается часть Карулаского национального парка.
Площадь уезда Валгамаа — 1912,63 км².

## Символика

### Флаг
Флаги уездов вместе с гербами утверждены одинаковыми — в верхней части бело-зелёного флага находится герб соответствующего уезда. Соотношение ширины и длины флага 7:11 и нормальный размер 1050×1650 мм.

### Герб
На гербе Валгаского уезда щит разделён диагонально на две части. В верхнем лазоревом поле (синий цвет по международной цветовой модели 285 °C) изображены 4 серебряных пятиконечных звезды (части территорий 4 уездов, образовавших уезд), нижнее серебряное поле — пустое.
Факты об уезде Валгамаа:
- Первый мэр города эстонской национальности в Валга (Йоханнес Мяртсон, 1902—1917).
- Первый (известный) участник олимпийских игр эстонской национальности родом из Валгаского уезда, Сангасте (Херманн Лерхенбаум в составе команды гребли военно-морского флота США в Олимпийских играх в Афинах 1896, из-за шторма соревнование не состоялось).
- Первый Олимпийский чемпион эстонской национальности родом из Валга (Альфред Неуланд — завоевал золотую медаль в тяжёлой атлетике на Олимпийских играх в Антверпене 1920, серебряную медаль на Олимпийских играх в Париже 1924).
- Первый учёный ветеринарии эстонской национальности Карл Сараль родом из волости Куйгатси Валгаского уезда.
- Первый помещик эстонской национальности (Матс Эрделль, то есть Сынни Матс — арендатор рыцарской вотчины Паткюла, залогодержатель рыцарской вотчины Рообе).
- Первая директриса гимназии эстонской национальности (Марта Пярна руководила Валгаской женской гимназией).
- Первый памятник, посвящённый поэту Фридриху Шиллеру, установили в Хельме, в прежнем парке поместья Хельме в 1805 году (не сохранился, на восстановлении).
- Первый архитектор эстонец якобы родом из Валгамаа (Георг Хеллат, спроектировал в 1911 году в югендстиле здание общества «Сяде» (в настоящее время здание Валгаского музея).
- Первый лётчик-истребитель, ас — эстонец Ян Махлапу, родом из Валга.
- Первую гимназию с эстонским языком обучения открыли в Валга (Валгаская эстонская гимназия в 1912).
- Первый эстонский сине-черно-белый флаг освятили впервые в Валгаском уезде, в Отепяской церкви (1884).

## Муниципалитеты
В состав уезда Валгамаа входят 3 волости:
 волость Валга
 волость Отепя
 волость Тырва
С 1 января 2018 года уездные управы и, соответственно, должности старейшин уездов в Эстонии упразднены. Их обязанности переданы государственным учреждениям и местным самоуправлениям.
До административно-территориальной реформы 2017 года в состав уезда входили 13 самоуправлений: 2 города-муниципалитета и 11 волостей.

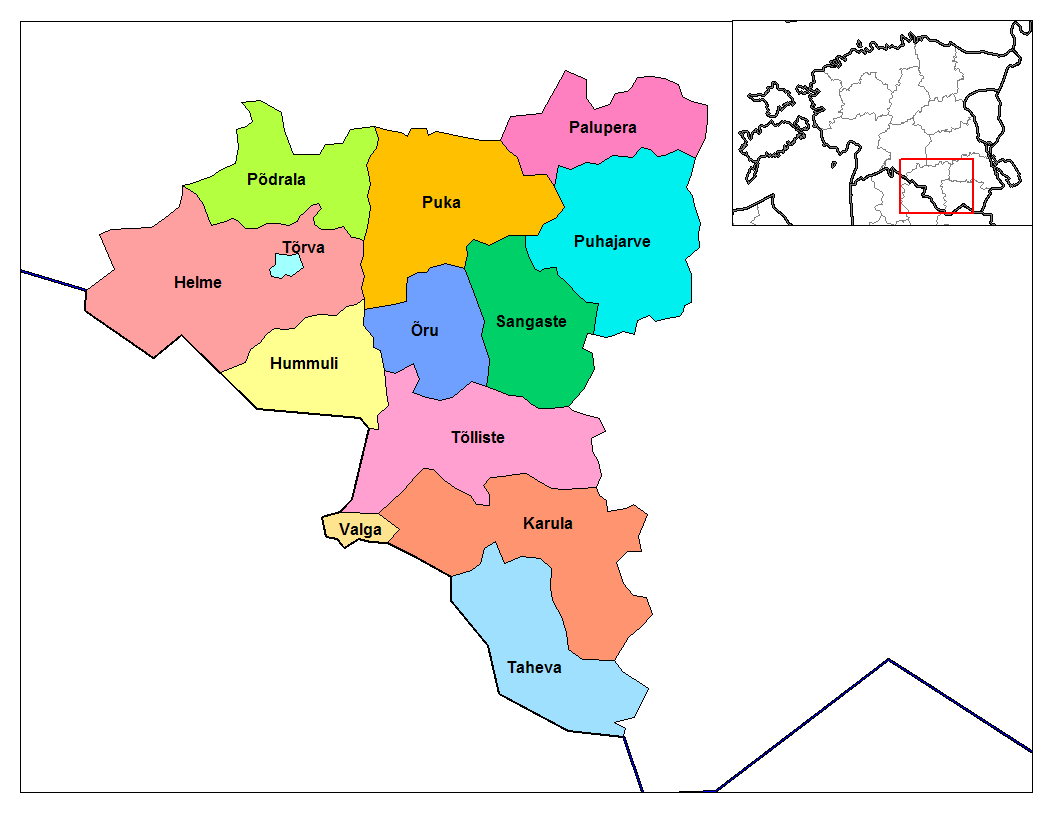
Муниципалитеты уезда Валгамаа до реформы 2017 года

Города:
 Валга (эст. Valga)
 Тырва (эст. Tõrva)
Волости:
 Карула (эст. Karula vald)
 Отепя (эст. Otepää vald); включая город Отепя (эст. Otepää)
 Палупера (эст. Palupera vald)
 Пука (эст. Puka vald)
 Пыдрала (эст. Põdrala vald)
 Сангасте (эст. Sangaste vald)
 Тахева (эст. Taheva vald)
 Тыллисте (эст. Tõlliste vald)
 Хелме (эст. Helme vald)
 Хуммули (эст. Hummuli vald)
 Ыру (эст. Õru vald)

## Населённые пункты
В уезде Валгамаа 3 города, 7 посёлков и 137 деревень.
Города: Валга, Отепя, Тырва.

Посёлки: Лаатре, Пука, Сангасте, Тсиргулийна, Хельме, Хуммули, Ыру.

Деревни: Айтсра, Ала, Аламыйза, Арула, Атра, Ваалу, Ваарди, Валтина, Ванамыйза, Вана-Отепя, Видрике, Виласки, Воорбахи, Вяхеру, Вяльякюла, Ийгасте, Ильмъярве, Йети, Йыгевесте, Каагъярве, Калликюла, Калме, Карьятнурме, Кару, Карула, Кассиратта, Кастолатси, Кауби, Каурутоотси, Кеэни, Кибена, Киллинге, Кирбу, Кирикукюла, Кивикюла, Койгу, Койккюла, Койва, Колли, Комси, Кообассааре, Кооркюла, Кориярве, Коркуна, Куйгатси, Кулли, Кунги, Куревере, Кяэрикмяэ, Кяэрику, Кяхри, Кяху, Лаанеметса, Лаукюла, Леэбику, Лепа, Линна, Лива, Лонди, Лоссикюла, Лота, Лусти, Лутике, Лутсу, Лыве, Люллемяэ, Макита, Меэгасте, Мити, Мухква, Мустуметса, Мяэкюла, Мягестику, Мягисте, Мяха, Мярди, Мёлдре, Неэрути, Ныуни, Нюпли, Отепя, Паю, Паткюла, Педаямяэ, Пийри, Пикасилла, Пиккъярве, Пилкузе, Пилпа, Плика, Пори, Пранге, Принги, Прийпалу, Пугритса, Пуйде, Пяйдла, Пюхаярве, Раавитса, Рампе, Рансти, Раудсепа, Ребаземыйза, Ресту, Рети, Рийдая, Рингисте, Ристтеэ, Рообе, Рулли, Рууна, Ряби, Сарапуу, Сихва, Сооблазе, Соонтага, Соору, Соэ, Супа, Таагепера, Тагула, Тахева, Тийду, Тину, Труута, Тсиргумяэ, Тыллисте, Тырвазе, Тыутси, Уникюла, Уралаане, Харгла, Холдре, Ылату, Ырусте, Эду, Яаникезе.

## Население
Для Валгамаа, как и в целом для Эстонии, характерна естественная убыль населения. На 1 января 2024 года в уезде проживали 27 924 человек, из которых мужчины составляли 48,2 %, женщины — 51,8 %, плотность населения составляла 14,60 чел./км².
Национальный состав уезда в 2024 году: эстонцы — 78,0 % населения, русские — 11,6 %, украинцы — 4,2 %, латыши — 3,0 %, белорусы — 0,6 %, финны — 0,3 %, прочие национальности — 2,3 % (армяне, татары, немцы, литовцы и др.); лица в возрасте до 14 лет включительно составили 14,3 %, в возрасте 15—64 лет — 60,9 %, 65 лет и старше — 24,8 %.
В 2023 году общий коэффициент рождаемости (ОКР) в уезде составил 6,6 ‰, смертности — 14,6 ‰, коэффициент естественного прироста — −8,0 ‰ (отрицательный)..

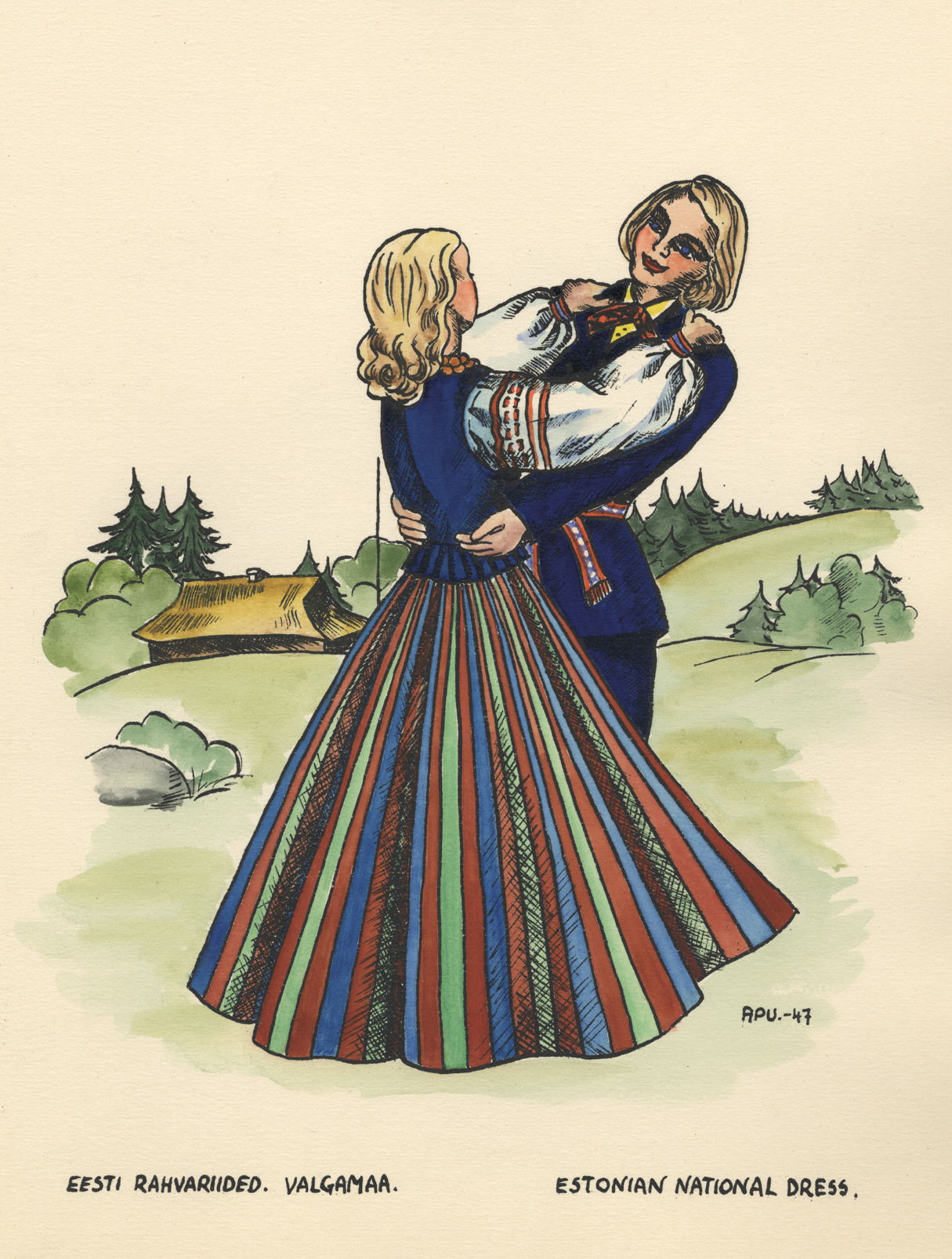
Национальные костюмы эстонцев-жителей Валгамаа

Число жителей Валгамаа на 1 января каждого года по данным Департамента статистики:
|         | 2018   | 2019     | 2020     | 2021     | 2022     | 2023     | 2024     |
| ------- | ------ | -------- | -------- | -------- | -------- | -------- | -------- |
| Чел.    | 28 669 | ↘ 28 370 | ↘ 28 204 | ↘ 27 962 | ↘ 27 650 | ↗ 28 114 | ↘ 27 924 |
| Прирост | -      | −299     | −166     | −242     | −310     | +464     | −717     |

Численность населения уезда с 2018 по 2024 год снизилась на 1272 человека.
Численность населения Валгамаа в разрезе волостей или населённых пунктов по состоянию на 1 января 2021 года:
| Волость или населённый пункт        | Численность населения | Площадь, км² | Плотность населения, чел/км² |
| ----------------------------------- | --------------------- | ------------ | ---------------------------- |
| Волость Валга                       | 15 486                | 749,64       | 20,7                         |
| .. город Валга как населённый пункт | 11 792                | 16,65        | 708,2                        |
| Волость Отепя                       | 6412                  | 520,19       | 12,3                         |
| .. город Отепя как населённый пункт | 2074                  | 6,32         | 328,2                        |
| Волость Тырва                       | 6064                  | 647,23       | 9,4                          |
| .. город Тырва как населённый пункт | 2690                  | 4,78         | 562,8                        |
| ИТОГО                               | 27 962                | 1917,06      | 14,6                         |

По состоянию на 1 января 2014 численность населения в Валгамаа составляла 30 176 человек, из них 47,5 % мужчины и 52,5 % женщины. Несовершеннолетних (в возрасте от 0 до 14 лет включительно) ― 14,93 %, лиц трудоспособного возраста (в возрасте от 15 до 64 лет) 62,65 % и пенсионного возраста (65 лет и старше) 22,41 %. 82,63 % населения ― эстонцы и 12,51 % ― русские. Плотность населения ― 14,8 чел/км². С 2004 года численность населения уезда уменьшилось на 4154 человека. Главной причиной снижения численности населения наряду с общим естественным негативным приростом является отток населения.
Численность населения Валгамаа в разрезе волостей или населённых пунктов по состоянию на 1 января 2014 года:
| Волость или населённый пункт | Административный центр | Численность населения | Площадь, км² | Плотность населения, чел/км² |
| ---------------------------- | ---------------------- | --------------------- | ------------ | ---------------------------- |
| Город Валга                  | —                      | 12 437                | 16,54        | 751,93                       |
| Волость Карула               | деревня Люллемяэ       | 920                   | 229,92       | 4,0                          |
| Волость Отепя*               | город Отепя            | 3737                  | 217,36       | 17,19                        |
| Волость Палупера             | деревня Хелленурме     | 1266                  | 123,48       | 10,25                        |
| Волость Пука                 | посёлок Пука           | 1533                  | 200,93       | 7,93                         |
| Волость Пыдрала              | деревня Рийдая         | 746                   | 127,22       | 5,86                         |
| Волость Сангасте             | посёлок Сангасте       | 1293                  | 144,72       | 8,93                         |
| Волость Тахева               | деревня Лаанеметса     | 736                   | 204,7        | 3,6                          |
| Волость Тыллисте             | посёлок Лаатре         | 1628                  | 193,78       | 8,4                          |
| Город Тырва                  | —                      | 2716                  | 4,8          | 565,83                       |
| Волость Хельме               | город Тырва            | 1882                  | 312,73       | 6,02                         |
| Волость Хуммули              | посёлок Хуммули        | 825                   | 162,7        | 5,07                         |
| Волость Ыру                  | посёлок Ыру            | 457                   | 104,63       | 4,38                         |
| ИТОГО                        |                        | 30 176                | 2043,53      | 14,77                        |

* Примечание: город Отепя и волость Пюхаярве объединились в волость Отепя

## Природа

### Рельеф
Рельеф Валгамаа разнообразен. Западная часть уезда находится на юго-востоке возвышенности Сакала. Преобладает разделённая древними долинами волнистая моренная равнина местами с возвышающимися куполами и грядами. На севере ландшафту дают облик северо-южные друмлины, а на низких влажных территориях лесолуга и леса. Окружность Тырва-Хельме более ровная, но разделяется долинами (древняя долина Тиксте) реки Ыхне и её притоков. На многих склонах долин открываются песчаники подпочвы. На этой густо заселённой территории чередуются обширные пахотные земли с лугами, находящимися в впадинах, озёрами и отдельными рощами. На юге, в окружности Хуммули и Таагепера имеется система куполов. В южной части Валгамаа, на границе Латвийской Республики, находится обширная песчаная местность с большими лесами, пустошами и болотами. Среднюю часть уезда охватывает северо-южная долина реки Вяйке-Эмайыги, и являющееся её продолжением ложбина Валга, где в большей части царствует волнистый моренный ландшафт, через которые проходят низкие ящико- и корытообразные долины. Из долин более значимой является долина Вяйке-Эмайыги, в которую впадает возле Тыллисте древняя долина Педели. В центральной части ложбины Валга находится обширный заболоченный заливной луг Корва. Более широкие пахотные земли находятся в окрестности Сангасте и Лаатре. Более переменная и высокая часть рельефа уезда находится в окрестности Отепяэ. Высочайшими горными вершинами являются Куутсемяги (217 м), Меэгасте (214м), Харимяги (212 м). В окрестности Отепяэ царствует очень переменный куполовидный мореный ландшафт с крупными уполовидными горами и множественными озёрами, известнейшим из них Пюхаъярв. Разницы высот по краям возвышенности хотя и маленькие, но рельеф здесь также очень расчленённый. На юго-востоке от ложбины Валга возвышается западно-восточным поясом система куполов Карула. Купола восточной части имеют более переменный рельеф. В западном направлении формы рельефа становятся гривистыми, простирающимися за границу с Латвийской Республикой. Окрестность Карула богата озёрами. Известнейшее из них Карула Пиккъярв на северном краю системы куполов. В южной части уезда — ложбина Харгла — равнинная местность между возвышенностями, где среди лесов местами возвышаются мореные купола и бугорки. Своеобразную природу имеют долины рек Койва и Мустйые, а также окрестность озера Ахеруярв. Площадь лесного угодья уезда почти 114 000 га, что составляет 56,7 % от площади уезда. Основными древесными породами являются сосна и ель. Леса разделены лугами, пустошами, лугами и болотами. Из общей площади 7900 гектаров под болотами, из которых 5400 гектаров верховое болото. Крупнейшие болота Рубина, Корва и Лагесоо.

### Озёра и реки
Крупнейшие озёра Валгамаа (га):
- Выртсъярв — 300*
- Пюхаъярв — 285,9
- Ахеру — 234
- Ныуни — 78,8
- Тюндре — 72,9
- Кооркюла Валгъярв — 44,1
- Суур-Апя — 42,6
- Кориъярв — 36,4
- Карула Пиккъярв — 34,9
- Нюпли — 27,5
- Инни — 24,5
- Каарна — 23,6
- Мыртсука — 19,7
- Юуза — 19,3
- Кяэрику — 19,3

* Примечание: находящаяся в Валгамаа часть
В уезде много озёр. Большое число озёр находится на возвышенности Отепяэ, на территории системы куполов Карула и водосборной площади реки Ыхне. Природных озёр площадью свыше одного гектара около 180, общей площадью 17 км². Крупнейшее по площади озеро Пюхаярв (286 га), за ним следует Ахеру (234 гa). В пределы уезда входит южная часть Выртсъярв площадью 300 гектара. Большинство озёр довольно мелкие и меньше 10 метров в глубину. Самые глубокие озёра в уезде (третье по глубине в Эстонии) Удсу (30,2 м) и Петаярв (25 м), оба находятся в озёрной системе Кооркюла, над наполненными ледниковыми отложениями древними долинами. В уезде четыре официальных пляжа: в Тырва на берегу озёр Рийска и Тырва Ванамыйза, в Отепя — на озере Пюхаярв и в Валга на берегу реки Педели. Фауна рыб довольно переменчива, поскольку в маленьких озёрах из-за мелководья зимой повышается смертность тех видов рыб, потребность в кислороде которых высокое — сиг, лещ, судак и др. В некоторых озёрах свыше 10 видов рыб. Плотинных озёр размером больше одного гектара в уезде в общей сложности 30, с суммарной площадью примерно 100 га, 20 га из них находятся в общественном пользовании. Самое большое искусственное озеро — это водохранилище Пуйде на реке Йыку (площадь 11,5 га). Известнейшая река района Вяйке-Эмайыги, она начинается из озера Пюхаярв и впадает в Выртсъярв, протекая Валгамаа по всей длине. Другие важнейшие реки — это протекающая город Валга — река Педели, крупнейший приток Вяйке-Эмайыги и протекающая город Тырва река Ыхне и её крупнейший приток Йыку. Через юго-восточный угол уезда в Вырумаа течёт Мустйыги.

### Охрана природы
Из общей площади Валгамаа охраняемая природная территория составляет примерно 20 %. Крупнейшими охраняемыми природными объектами в Валгамаа являются природный парк Отепяэ, национальный парк Карула и ландшафтный заповедник Койва-Мустйыэ. Охранных территорий, в которые входят национальные парки, заповедники, ландшафтные заповедники и его подтипы, как парки, лесонасаждения, арборетумы, в общей сложности 60. Самым большим является природный парк Отепя, который по своей площади (22 430 га) является крупнейшим ландшафтным заповедником в Эстонии. Охранной территории, включающей в себя, кроме заповедников, ещё заповедные зоны и места постоянного проживания, по площади 43 431 га. В качестве отдельных объектов под охраной 28 вековых дерева и 5 валунов. Ель (обыкновенная) Тсуура — самое высокое и толстое охраняемое дерево в Эстонии. Высота дерева 29 м и обхват его ствола 4,32 м. Обхват самого толстого дерева Пюхаярвеского дуба войны составляет 6,98 м. В Валгамаа находится крупнейший валун Южной Эстонии — Хелгикиви, обхват которого 30,2 м и объём надземной части 61 м³.

### Подпочва
Подпочву уезда образует девонский песчаник с относительно большой пористостью, богатый слюдой и слегка цементированный. В большей части территории уезда распространяются песчаники пласта Буртниеки центрального девона. Светлого цвета песчаник чередуется со слоями глины и мергеля. В северной части уезда узкой полосой открываются песчаники пласта Арукюла центрального девона. Песчаники переплетаются с прослойками из алевролита, глины и доломита. Подпочву покрывает комплекс четвертичных отложений (гляциальные, лимногляциальные и флювиогляциальные отложения). В северной и центральной частях уезда доминирует по площади морена. Местами наблюдаются гравий, суглинок и болотные отложения. Геологическое строение покрытия является сложным (толщина варьирует от 10 м до 100 м и более). Грунтовая вода находится на глубине 0—10 м, на холмах местами глубже. Геологически, с точки зрения строительства, грунт уезда преимущественно с хорошей несущей способностью, но рельеф может препятствовать строительству.

## Экономика
Валгамаа в основном занимающийся промышленностью и сельским хозяйством область, где находится и известнейший в Эстонии туристический и спортивный центр Отепяэ. В 2013 году средняя брутто-зарплата уезда составила 729 евро (для сравнения со средним Эстонии в том же году — 949 евро).

### Предпринимательство
На 31 декабря 2013 года в Валгамаа было 2717 предприятий (в том числе 930 индивидуальных предпринимателей и 1787 коммерческих товариществ), 677 некоммерческих объединений и 23 фонда. С высокими средними оборотами сферы деятельности были: деревообработка, производство деревянных и пробковых изделий, строительство зданий, производство пищевых продуктов, растениеводство и животноводство, и оптовая торговля. Важное место занимает туризм (в основном в регионе Отепяэ). Экспорт продукции и услуг (в 2013 году 142,5 млн евро) был значительно выше импорта (81 млн евро).

### Сельское хозяйство и животноводство
В 2014 году площадь выращивания полевых культур в Валгамаа итого 24 123 га, из которых зерновые 13 554 га, бобовые 1236 га, рапс и сурепица 2838 га, картофель 93 га и овощи открытого грунта 38 га. К концу 2013 года общий сбор сельскохозяйственных культур — зерновых 40 662 т, бобовых 2256 т, рапс и сурепица 7184 т, картофеля 1228 т и овощей открытого грунта 190 т. В Валгамаа в 2013 году количество скота примерно 24 700 голов, из которых крупного рогатого скота 12 100 (в том числе дойных коров 3700), свиней 1200, овец и коз 7700. Производство животноводческой продукции — 1233 тонн мяса и 28 585 тонн молока.

## Здравоохранение и социальное обеспечение
Данные по состоянию на 2014 год;
В Валгамаа стационарную медицинскую помощь оказывают «AS Valga Haigla», «SA Otepää Tervisekeskus» и «SA Tõrva Haigla». Отепяский центр здоровья и Тырваская больница предназначены для предоставления лечения, в Валгаской больнице предоставляют, кроме лечения для хронических больных, также специализированную врачебную помощь. Различные амбулаторные услуги врача-специалиста можно получить во всех трёх учреждениях, предлагающих стационарную медицинскую помощь. Для обеспечения врачебной помощью общего профиля открыты 17 списков пациентов семейного врача, в которых работают 15 семейных врачей, 2 заместителя врача, 2 помощника врача и 19 семейных медицинских сестёр. Город Тырва, волости Хельме и Пыдрала являются районами обслуживания семейного врача Мерике Аусмеэс, у неё самый большой список пациентов (2500). В уезде шесть списков пациентов семейных врачей, в которых более 2000 пациентов. В списке пациентов семейного врача, обслуживающего волости Тыллисте и Ыру, 681 пациент. До конца 2012 года старейшина уезда организовывал помощь семейных врачей, в связи с изменением закона об организации оказания медицинских услуг, с 01.01.2013 соответствующая компетенция и обязанность передана Департаменту здравоохранения. В Валгамаа 13 учреждений, предлагающих попечительские услуги, крупнейшим из них является поместье Хелленурме с 390 жилыми местами. Четыре учреждения зарегистрированы некоммерческими объединениями, три — фондами, два — акционерными обществами, и один — товариществом с ограниченной ответственностью. У остальных нет юридического лица. На 2014 год в уезде возможно предложить попечительские услуги 981 человеку, из них заполнены 818 мест. В уезде оказывали услуги на дому 27 социальных попечителей и 294 обслуживающих лица.
Учреждения социального обеспечения Валгамаа и 
число предлагаемых мест:
| Учреждение                       | Мест |
| -------------------------------- | ---- |
| MTÜ Hellenurme Mõis              | 390  |
| SA Taheva Sanatoorium            | 93   |
| AS Valga Haigla                  | 90   |
| MTÜ Paju Pansionaadid            | 90   |
| MTÜ Valgamaa Tugikeskus          | 62   |
| AS Hoolekandeteenused Tõrva Kodu | 60   |
| MTÜ Sangaste Asundused           | 56   |
| SA Tõrva Haigla                  | 33   |
| Valga lastekodu Kurepesa         | 31   |
| SA Otepää Tervisekeskus          | 23   |
| OÜ Taagepera Resort              | 23   |
| Karula hooldemaja                | 18   |
| Hummuli hoolekandekeskus         | 16   |

## Спорт и туризм
В спорте Валгамаа исторически являлись главными ходьба на лыжах и тяжёлая атлетика. Длительные спортивные традиции Валгамаа подарили Эстонии самого первого Олимпийского чемпиона Альфреда Неуланда. Неуланд, который завоевал золотую медаль на Олимпийских играх 1920 года в Антверпене, родился в Валга в 1895 году. В 1924 году коллекция пополнилась олимпийским серебром Олимпийских игр в Париже. Родом из Валга занимающийся спортивной ходьбой Бруно Юнк завоевал на Олимпийских играх две борнзовые медали, в 1952 в Хельсинки и в 1956 в Мельбурне. Родившийся в Отепяэ, в прежней волости Пюхаярв, Аугуст Энглас, стал чемпионом мира в греко-римской борьбе в 1953 году и вольной борьбе в 1954 году. Из легкоатлетов родом из Валга (точнее из Валкской части) — участвовавший четырежды на олимпийских играх Павел Лоскутов. Наилучшим достижением ученика Раймонда Лутса стала серебряная медаль Чемпионата Европы в марафоне (2002). В Валга установлены три рекорда Эстонии по лёгкой атлетике, известнейший из них рекорд Эстонии в метании копья 87.83, который установил Андрус Вярник 19 августа 2003 года. В книге рекордов указан рекорд Ану Теэсаар в женском десятиборье 6411 (5 сентября 2004) и результат Екатерины Юткиной в спортивной ходьбе дистанции в 5километров 24.07 (7 июня 2003). В играх с мячом Валгамаа имеет единственную золотую медаль чемпионата Эстонии по гандболу среди мужчин, которую завоевала команда Марет-Спорт Валга в 1992 году. У Валга есть команда чемпионат Эстонии по баскетболу и гандболу.
Родом из Валга несколько известных тренеров во главе с Рейном Ахуном, который был тренером талантов лёгкой атлетики Мярта Исраэля и играющего в НФЛ Маргуса Хунта. Один из лучших гандболистов Каупо Палмар начал свои тренировки по гандболу в Валга в 1985 году. Первыми наставниками избранного дважды лучшим гандболистом Эстонии Палмара были Эбба Лыокене и Юло Мере. В Валгамаа находится город Отепяэ — это известный центр зимних видов спорта и лыжного спорта. Здесь проходили этапы Кубка мира по лыжным гонкам. Первый из них состоялся в 1999 году. В 2003—2012 гг. этапы Кубка мира проходили в Отепяэ ежегодно. Следующий этап Кубка мира по лыжным гонкам будет проходить в Отепяэ в 2015 году. В Отепяском филиале спортивной гимназии Аудентеса получили образование такие спортивные знаменитости Эстонии, как шоссейные велогонщики Рейн Таарамяэ, Танел Кангерт и Рене Мандри, также лыжники Айвар Рехемаа и Алго Кярп. Известными спортсменами зимних видов спорта, родом из уезда, являются трёхкратный участник Олимпийских игр Элмо Кассин (Валга), лыжник Кейн Эйнасте (Сангасте), биатлонист Калью Оясте (Отепяэ) и саночница Хелен Новиков (Тырва). Родом из прежней волости Каагярве — Каарел Зильмер, известный спортивный педагог, руководитель сборной команды лыжников Эстонии на двух Олимпийских играх. Спортивную жизнь Валгамаа координирует Валгамааский спортивный союз («Valgamaa Spordiliit»), который основан 30 ноября 1995. Председателем спортивного союз является Тийт Каттай.
В Валгамаа находится 69 мыз и замков, известнейшие из них — замки Сангасте и Таагепера (лучшее свадебное место Эстонии 2007—2013). [8] Известнейшее и самое посещаемое туристическое место — это город Отепя, который с 1996 года каждую зиму с 21 декабря до 20 марта носит звание зимней столицы. Регион Отепя известен в качестве многостороннего места для проведения тренировочных лагерей и мероприятий по зимним видам спорта. По количеству мест размещения Валгамаа по сравнению с уездами Эстонии на четвёртом месте после Харьюмаа, Сааремаа и Пярнумаа. В 2013 году в Валгамаа было 77 объектов для ночлега, которые предоставляли 826 комнат и 2149 койко-мест (сюда входят только данные тех, кто обязан сдавать статистические отчёты). Самыми посещаемыми мероприятиями в уезде являются «Ралли Эстонии» и Валгаский международный военно-исторический фестиваль (лучшее туристическое мероприятие Южной Эстонии), самыми посещаемыми объектами являются Центр спорта и отдыха Куутсемяэ и Спортивный комплекс Техванди. 
Самые известные достопримечательности:
Волость Валга
В городе Валга: монумент Освободительной войне, ратуша, Яановская церковь, скульптура Нипернаади, памятная доска Стефану Баторию, памятная доска Йоханнесу Мяртсону, памятник Альфреду Неуланду (первому  в истории Эстонии олимпийскому чемпиону), железнодорожная станция. В волости Валга: мызные комплексы Карула и Каагярве, церковь Карула, природные объекты ландшафтного заповедника Пиккярв; священные деревья в Калликюла, Святая сосна в Харгла, жертвенный камень на Тсиргумяэ, смотровая вышка Теллингумяэ, мызный комплекс Тахева с парком, озеро Ахеру, сосняк Ооре, территория ландшафтного заповедника Мустайые-Койва; мыза Паю, памятник в честь сражения под Паю; мыза Лота в деревне Лота, место рождения поэта Фридриха Кулбарса в деревне Уникюла, место рождения учёного ветеринарии Эльмара Роотса в деревне Прийпалу, место рождения живописца Кристьяна Тедре в деревне Прийпалу, пещеры Уникюла.
Волость Тырва
В городе Тырва: монумент Освободительной войны и парк Тырваской гимназии, зоны отдыха озёр Рийска и Ванамыйза, древняя долина Тиксте, певческая эстрада Тантсумяги. В волости Хельме: мавзолей Барклая-де- Толли, развалины орденского замка в Хельме, Хельмеские пещеры, Хельмеский краеведческий музей, Хельмеский жертвенный источник, экспозиция сделанных мастерами Эстонии фортепиано в усадьбе Хельме, памятники генерал-майору Яану Соотсу и Александру Яаксону, часовня Матса Эрделя на кладбище Таагепера. В волости Пыдрала: впадающий в Выртсъярв Вяйке-Эмайыги вместе с зоной отдыха Пикасилла, места рождения Хенрика Виснапуу и Йоханна Пауля. В волости Хуммули: пещеры Кооркюла, Вальгъярв в Кооркюла, озеро Удсу (третье в Эстонии по глубине), сосна со времён Северной войны, тысячелетнее кладбище, место сражения в Хуммули.
Волость Отепя
Холм Линнамяги в Отепя, Вяйке-Мунамяги, Аптеэкримяги, Пюхаярв, Отепяэская мариинская лютеранская церковь, памятник воинам, павшим в Освободительной войне, спорткомплекс Техванди, мельничная плотина Мярди, Пюхаярвеский Дуб войны; мызные комплексы с парками Палупера и Хелленурме, водяная мельница Хелленурме и зона отдыха, семейное кладбище Миддендорфов; парк и здания мызы Куйгатси в деревне Куйгатси, группа вековых деревьев Пука, древостой Комси, здания и парк мызы Аакре в деревне Аакре, застройка центра посёлка Пука (здание банка, железнодорожный вокзал, аптека периода первой Эстонской Республики), Вооремяги, Куйгатси, то есть городище Пука, Ристимяги в деревне Кяхри. замок и парк Сангасте, церковь Сангасте, кладбище Сангасте, городище Сангасте, Харимяги, родной дом Аугуста Гайлита.
| Мероприятие                                           | 2011   | 2012   | 2013   |
| ----------------------------------------------------- | ------ | ------ | ------ |
| Ралли Эстонии                                         | 13 000 | 23 186 | 19 437 |
| Валгаский международный военно-исторический фестиваль | 8000   | 12 000 | 15 000 |
| Тартуский лыжный марафон*                             | 7045   | 9563   | 11 286 |
| Тартуский велосипедный марафон*                       | 4925   | 7454   | 8084   |
| Фестиваль двойных городов Валга—Валка                 | 6700   | 5700   | 6300   |
| Фестиваль «Озёрная музыка Лейго»                      | 5000   | 5000   | 5000   |
| Фестиваль внедорожной езды «Klaperjaht»               | –      | 5000   | 5000   |
| Тартуский беговой марафон*                            | 2011   | 6790   | 8383   |
| Фестиваль «Tõrva loits»                               | 2000   | 2000   | 4000   |
| Европейский банный марафон                            | 208    | 449    | 654    |
| *участники без зрителей                               |        |        |        |

| Объект                                                     | 2011   | 2012   | 2013   |
| ---------------------------------------------------------- | ------ | ------ | ------ |
| Спорткомплекс Техванди                                     | 33 328 | 57 329 | 73 625 |
| Центр отдыха Куутсемяэ                                     | 30 000 | –      | 28 000 |
| Спа-курорт Пюхаярве                                        | 19 548 | 23 207 | 22 345 |
| Отепяэский парк приключений                                | 24 617 | 22 553 | 23 305 |
| Ресторан «GMP Pühajärve»                                   | 19 500 | 19 500 | 19 500 |
| Замок Таагепера                                            | 10 500 | 10 500 | 10 500 |
| Отепяэская гора для тюбинга                                | 7300   | 7000   | 4500   |
| Замок Сангасте                                             | 7345   | 12 000 | 12 600 |
| Валгаская постоянная экспозиция патриотического воспитания | 5000   | 4823   | 6020   |
| Мавзолей Барклая де Толли                                  | 3012   | 3300   | 2373   |

## Культура Валгамаа

### Музыка и драматическое искусство
Учитель народных инструментов и мастер волынок Антс Таул (р. 1950) родился в Тырва. С 1995 года Таул преподаватель народных инструментов в Академии культуры Вильянди. Он основал семейный ансамбль «Торупилль» (Torupill 1995), который выступал во многих государствах. В Валга родился трубач Аби Зейдер (1920—1999), который играл в эстрадно-джазовом оркестре, также был концертмейстером в эстрадном оркестре Эстонского радио и телевидения. Признанный дирижёр Пеэтер Лилье (1950—1993) родился в Валга, где учился и в музыкальной школе. Лилье был
концертмейстером и дирижёром Estonia также ERSO и главным дирижёром Симфонического оркестра Оулу. Он руководил симфоническими оркестрами во многих странах мира. Мадис Кыйв (1929—2014) жил в детстве в Тырве и Валга. Работал преподавателем и научным сотрудником. Написал пьесы, прозу и радиопостановки, также занимался живописью. Он трёхкратный победитель литературной премии им. Фридеберта Тугласа за новеллы и кавалер Ордена Государственного герба IV степени. Из актёров, родившихся и росших в уезде, самым известным является родившийся в волости Холдре Лембит Ээльмяэ (1927—2009), самой знаменитой ролью которого можно считать сыгранную в «Новый Нечистый из преисподней» («Põrgupõhja uus Vanapagan») Яана Тооминга роль Юрки. Актриса Мета Лутс (1905—1958) родилась в волости Рийдая. Лутс начала свой сценический путь в театре «Эндла», затем работала в театре «Эстония» и Таллиннском драматическом театре. Актриса Анне Веэсаар родилась в 1957 году в Валга. Веэсаар работала в Театре в Раквере и Таллинском театре-студии Старого города («Vanalinnastuudio»). Выступала с ролью в телесериале «Ынне 13» («Õnne 13»). Актёры нового времени, родом из Тырва, актриса и постановщица театра «Угала» Адеэле Сепп (р. 1989), которая участвовала в телесериалах, известнейшим из которых является «Kättemaksukontor». Родом из Тырва актёр театра «Угала» Ааре Соро. Родом из деревни Пикасилла Леа Тормис (р. 1932), театровед и критик.

### Медиа
В городе Валга находится редакция уездной газеты «Валгамаалане», которая выходит три раза в неделю. Газета вместе с «Пярну Постимеэс», «Сакала», «Вирумаа Театая» и «Ярва Театая» относятся к медиапредприятию «AS Ühinenud Ajalehed». События города Тырва, волостей Хельме и Пыдрала отражают в выходящей один раз в месяц газете «Helme Kihelkonnaleht». Волости Отепяэ, Палупера, Пука и Сангасте издают совместную областную газету «Otepää Teataja», которая выходит два раза в месяц. В городе Валга находится единственная постоянно работающая радиостанция «Ruut FM». Периодически в Валгаском уезде работает по инициативе молодёжи «Tõrva Raadio».

## Образование и работа с молодёжью
В учебном году 2013/2014 в уезде было в общей сложности 23 учебных заведения. Из них 20 муниципальные школы, то есть учебные заведения, которыми администрирует местное самоуправление, две официальные государственные школы и одна частная школа. К муниципальным школам относятся 7 гимназий и средних школ (одна заочная гимназия) и 13 основных школ. Государственными школами в уезде являются Валгаская школа Яаникезе и Валгамааский центр профессионального образования. Единственной частной школой является Отепяский филиал спортивной гимназии Аудентеса. Самые большие школы уезда (по количеству учеников 2013/2014): Валгаская основная школа (846), Тырваская гимназия (446), Валгамааский центр профессионального образования (415), Валгаская русская гимназия (с 1 сентября 2015 Валгаская русская
гимназия является основной школой и новое наименование школы — Валгаская школа Прийметса) (391) и Отепяская гимназия (387). По данным инфосистемы образования Эстонии в Валгамаа 7 школ по интересам: Валгаская музыкальная школа, Тырваская музыкальная школа, Отепяская музыкальная школа, Художественная школа в Пука, Валгаский центр культуры и интересов, Центр техники молодёжи Валгамаа и Валгаская украинская субботняя школа «Калына». В 2014 году в школах учились в общей сложности 3700 учеников и работал 481 педагог (кроме учителей-предметников, также руководство школы). Кроме того, в школах работают специалисты — руководители работы по интересам, системные администраторы, логопеды, психологи, социальные и коррекционные педагоги. Титула Учителя 2014 года Валгамаа удостоена учительница Валгаской школы Яаникезе Елена Слюсарчук.

## История

### Средневековье
История уезда относится к заселённости времени немецкого завоевания XIII века, о чём имеются сведения в хрониках Хенрика Латвийского. Границей Эстонии-Латвии указывается река Юмера. Историки предлагали также реку Сяде, которая с южной стороны Валга протекала через северную часть болота Тирели и впала в озеро Буртниеки. Окружающие верхнее течение болота Тирели и реки Сяде луга и леса в старину были более обширными и не проходимыми, как будто созданы для границы. Древняя национальная граница (XIII века) проходила совсем в другом месте. Вероятно, территории окрестности были в то время заселены эстонцами и национальная граница проходила, по всей вероятности, от истоков реки Сяде по лесам до самой северной излучины реки Койва и оттуда дальше по реке Койва. Конечно, не исключено, что окрестность Каагярв в то время принадлежала вместе с городом Валга латгальцам. После крестовых походов и древней освободительной борьбы в XIII веке Валгама стала естественным центром старой Ливонии, через который проходили важнейшие пути передвижения как с севера, так и с юга и востока, имея тем самым большое стратегическое значение.

### Раннее новое время
3 июля 1783 императрица Екатерина II установила в провинциях Балтии новый административный порядок и образовала главным образом из входящих до тех пор в Рижскую губернию Рижский и Выннуский крейсы, вокруг города Валга — Валгаский крейс. Валгаский уезд того времени состоял из одиннадцати волостей, из которых девять находились на территории теперешней Латвии, и только два из них — Луке (эст. Luke, латыш. Lugaži, нем. Luhde) и Хяргмяэ (эст. Härgmäe, латыш. Ērģeme, нем. Ermes) — краями протягивались на территорию теперешней Эстонии, в основном в окружности города Валга. Центром нового крейса стал город Валга, который получил права города уже в 1584 году от польского короля Стефана Батория. В 1789 году в Валга проживал 891 человек. В связи с преобразованием города Валга в город-крейс возвели Яановскую церковь, в 1783—1786 гг. построили здание учреждений крейса (позднее — тюрьма).

### Новейшая история
12 февраля 1919 правительство Эстонской Республики вынесло постановление об образовании Валгаского уезда на отошедшей в ходе Освободительной войны войскам Эстонии территории, которая была довольно маленькая. С другой стороны Валга достигали довольно близко части уездов Выру, Тарту и Вильянди. 19 апреля 1919 в должность председателя Валгаской уездной управы, то есть по существу первой старейшиной Валгаского уезда, хуторянин из Карула Йоханн Курвитс. Эту должность он занимал до июля 1921 года, когда его пост перенял Аугуст Силд. До 1920 года в Валга и частично в окрестности Хяргмяэ дело обстояло со смешанными территориями Эстонии-Латвии, где отсутствовала конкретная национальная граница. В городе Валга в то время было эстонцев и латышей примерно одинаково. Образованию конкретной национальной границы способствовало установление в 1920 году государственной границы, которая оставила Эстонии из образованного в 18-м веке Валгаского крейса (уезда) территории поместья Паю и Соору и большую часть города Валга (где преобладали эстонцы), остальное осталось Латвии.

### Обретение независимости
Валгаский уезд образован более-менее в современном виде 6 сентября 1920, когда ход Освободительной войны и образовавшаяся ситуация требовали отделения Валга, как важного центра, от других уездов. 11 февраля 1921 правительство установила территорию Валгаского уезда. У Выруского уезда заимствовали Каагярве, Карула, Лаанеметса и Тахева, у Тартуского уезда волости Тыллисте, Лаатре, Сангасте, Кеэни и Куйгатси. У Вильяндиского уезда волости Йыгевесте, Паткюла, Кооркюла, Таагепера, Леэбику, Хельме, Лыве и Хуммули. Позднее в уезде произошёл ряд административно-территориальных изменений. В 1921 году от волости Паткюла отделили волость Холдре и посёлок Тырва, год спустя, к городу Валга присоединили Пуракюла, находящуюся в составе волости Паю, в 1924 году волость Паю к волости Соору, 2 июля 1926 года Тырва получила статус города. Следовательно, в Валгаском уезде было со второй половины 1920 по 1939 годы в общей сложности 19 волостей. Административной реформой в 1939 году соединили многие маленькие волости в более жизнеспособные волости. В уезде остались десять волостей: Хельме, Хуммули, Каагярве, Карула, Куйгатси, Пыдрала, Сангасте, Тахева, Тыллисте, Ваокюла.

### В составе Эстонской ССР
Последний до оккупации Эстонии Валгаский старейшина Вярди Веллнер должен был уступить власть 8 июля 1940. Несмотря на это, продолжалось установленное в 1939 году административное деление до 1950 года, когда в Эстонии образовали 39 сельских районов, которые, в свою очередь, были разделены на 636 сельских советов. Территория нынешнего Валгаского уезда делилась на три района: Валгаский, Тырваский и Отепяский. В 1952 году образовали в составе ЭССР Таллиннский, Тартуский и Пярнуский области. Валга входила в состав Тартуской области. В 1959 году начали ликвидировать маленькие районы. Исчезли районы Антсла, Отепяэ и Тырва. К Валгаскому району присоединили город Тырва и сельские советы Хаабсааре, Хельме, Кооркюла, Мынисте, Рийдая и Таагепера. Город Отепяэ, сельские советы Отепяэ и Пюхаярве присоединили к Эльваскому району. В 1961 году Мынисте вошёл в состав Выруского района. В следующем году в состав Валгаского района вошли город Отепяэ, сельские советы Аакре, Отепяэ и Палупера. Спустя год поступило прибавление из Пылваского района, и в 1966 году окрестность Валтина из Выруского района. Этим границы Валгаского района были окончательно определены. В декабре 1989 решением Валгаского уездного совета председатель тогдашнего исполнительного комитета Валгаского района Уно Хейнла стал первым Валгаской старейшиной после восстановления независимости. 22 февраля следующего года Исполнительный комитет СНД Валгаского района был вновь реорганизован в Валгаскую уездную управу.

### Восстановление независимости
C 1 января 1999 в Валгамаа три города: Валга, Тырва и Отепяэ. Из них Отепяэ является по статусу внутриволостным городом. Волостей 11: Хельме, Хуммули, Карула, Палупера, Пука, Пыдрала, Отепяэ, Сангасте, Тахева, Тыллисте и Ыру.

## Главные достопримечательности
- Валгаская ратуша
- Мыза Сагниц (замок Сангасте)
- мыза Вагенкюль (Таагепера)
- Мыза Хуммельсхоф (Хумули)
- Мыза Холлерсгоф (Холдре)
- Церковь Святого Духа в Валга
- Яановская церковь в Валга
- Православная церковь Ильмъярве
- Церковь Святого Андрея Первозванного в Сангасте
- Отепяэская лютеранская церковь Мариинского прихода
- Церковь Таагепера
- Церковь-камерный зал в городе Тырва
- Мавзолей Барклая де Толли в деревне Йыгевесте
- Монумент Эстонской освободительной войне на месте сражения у мызы Паю
- Памятник «Скорбящая мать» в лесу Прийметса на месте захоронения советских заключённых, погибших в концлагере Шталаг 351

## Галерея

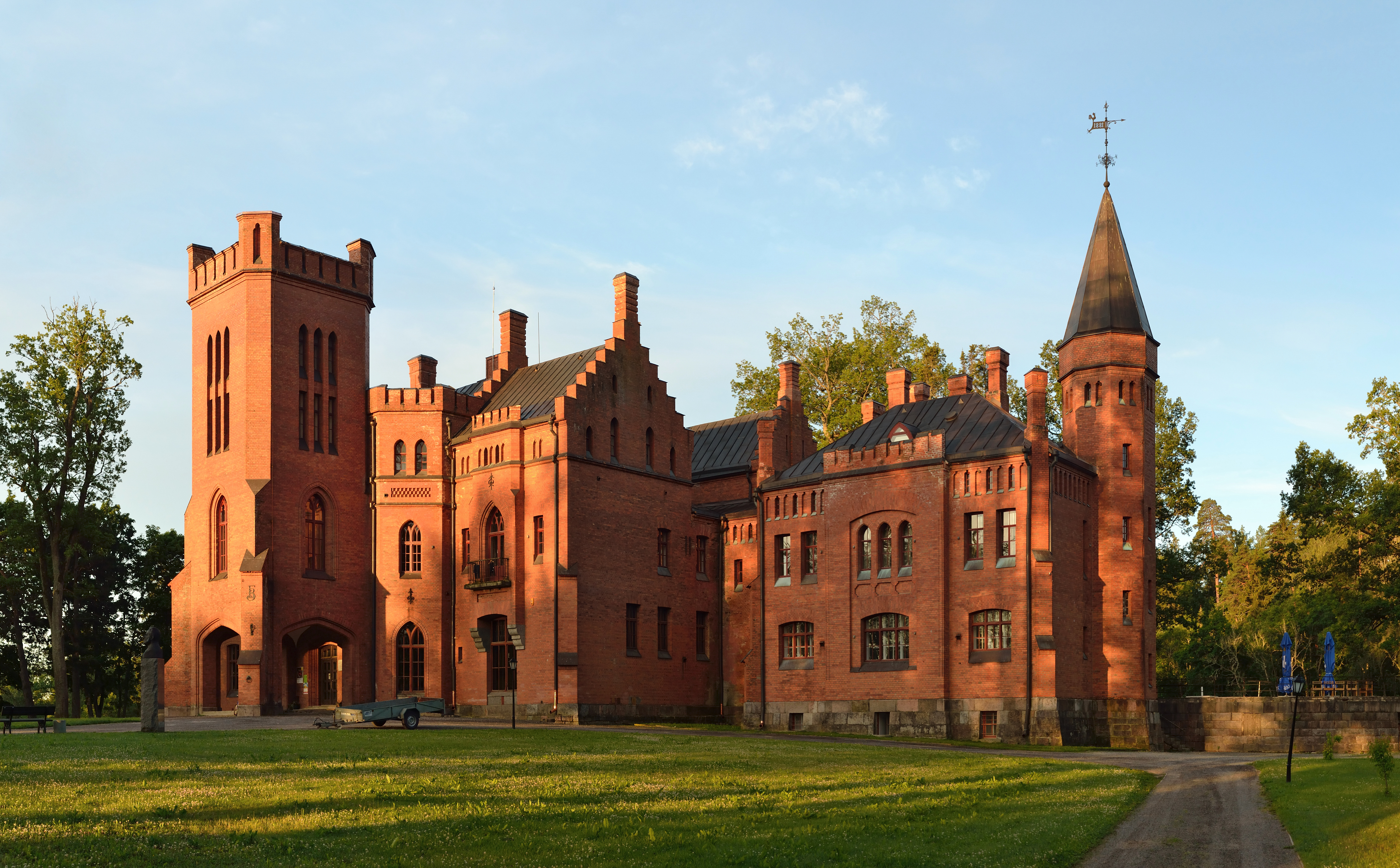
Главное здание мызы Сагниц (замок Сангасте)
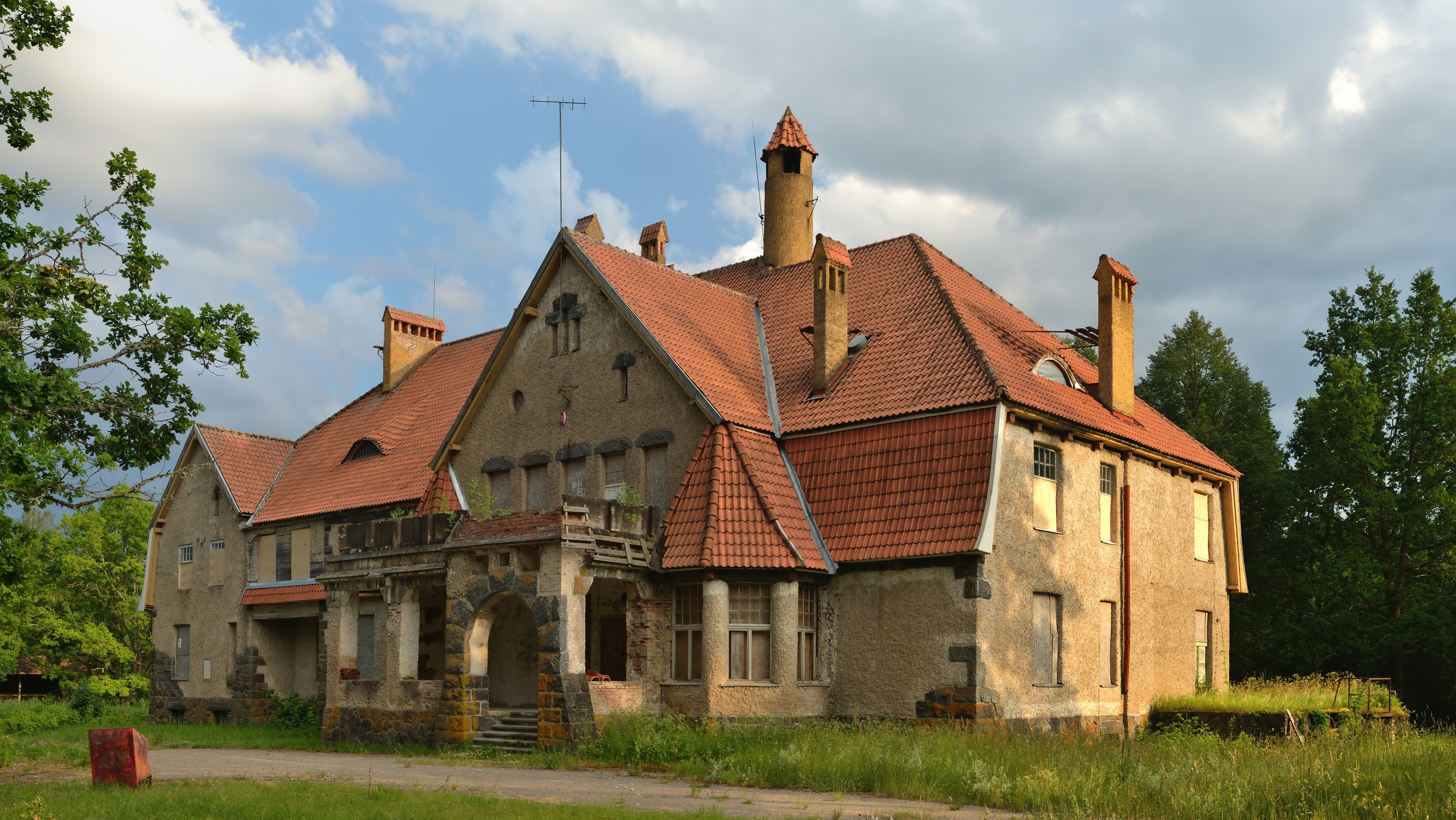
Главное здание мызы Холлерсгоф (Холдре)
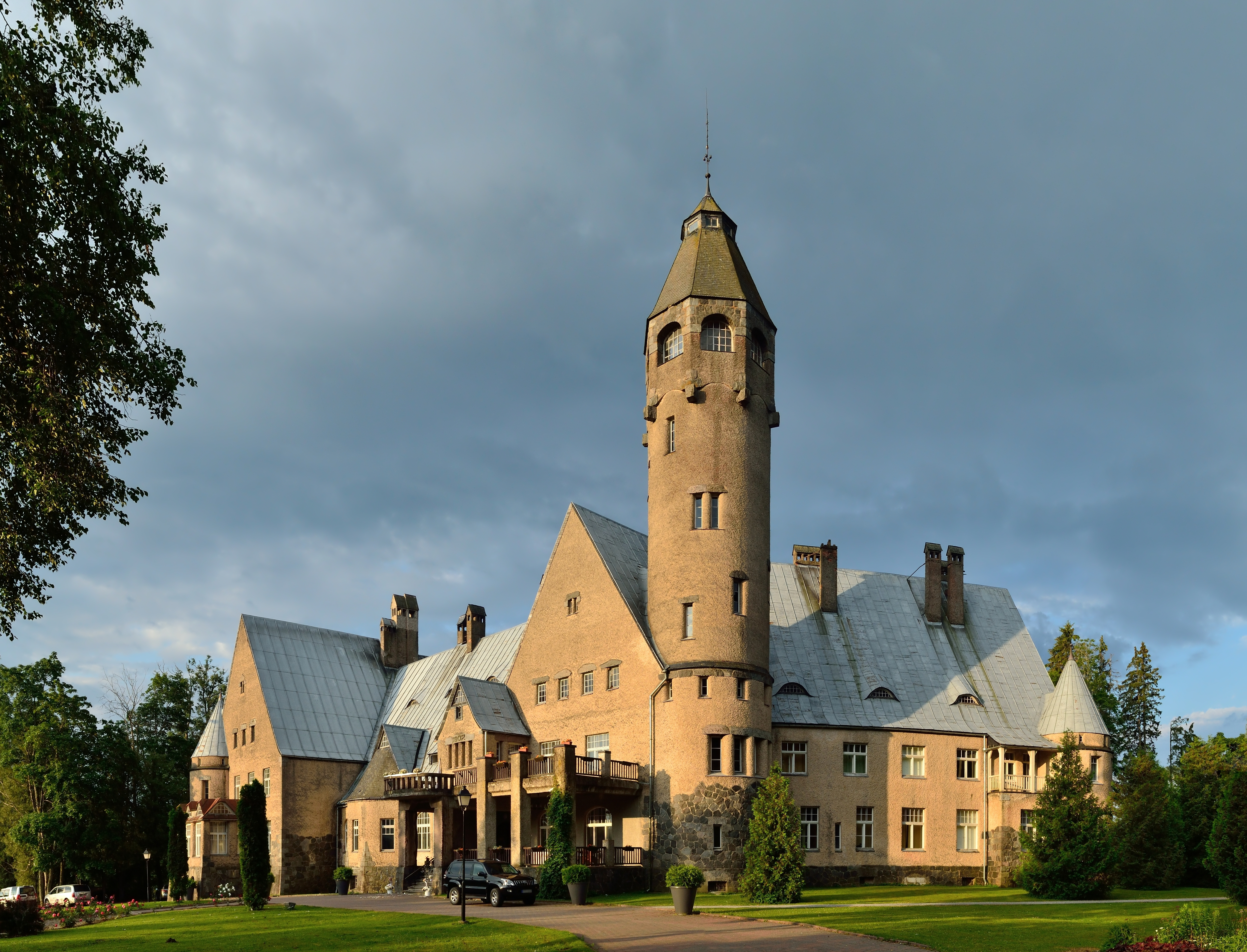
Замок Вагенкюль (Таагепера)
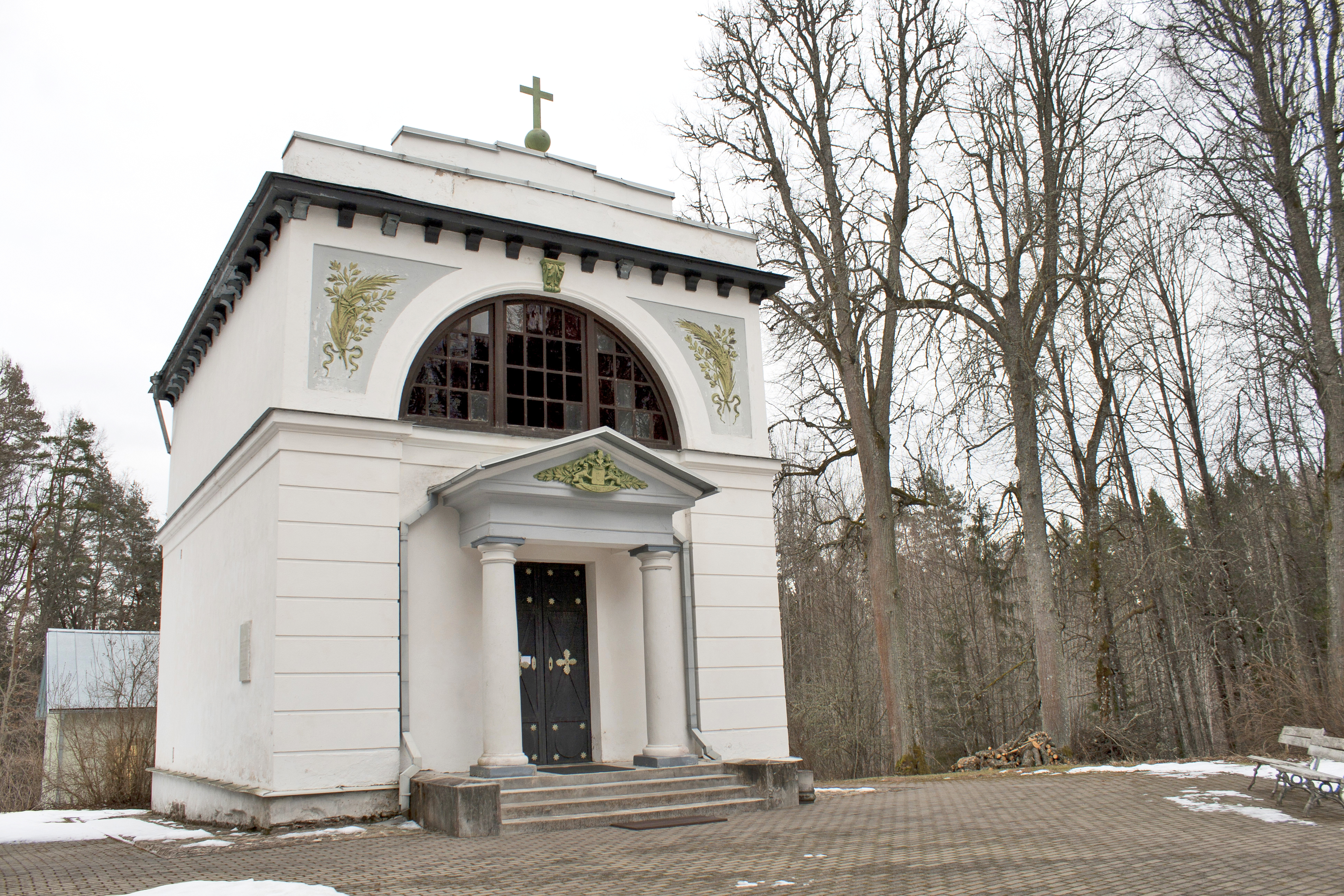
Мавзолей Барклая де Толли
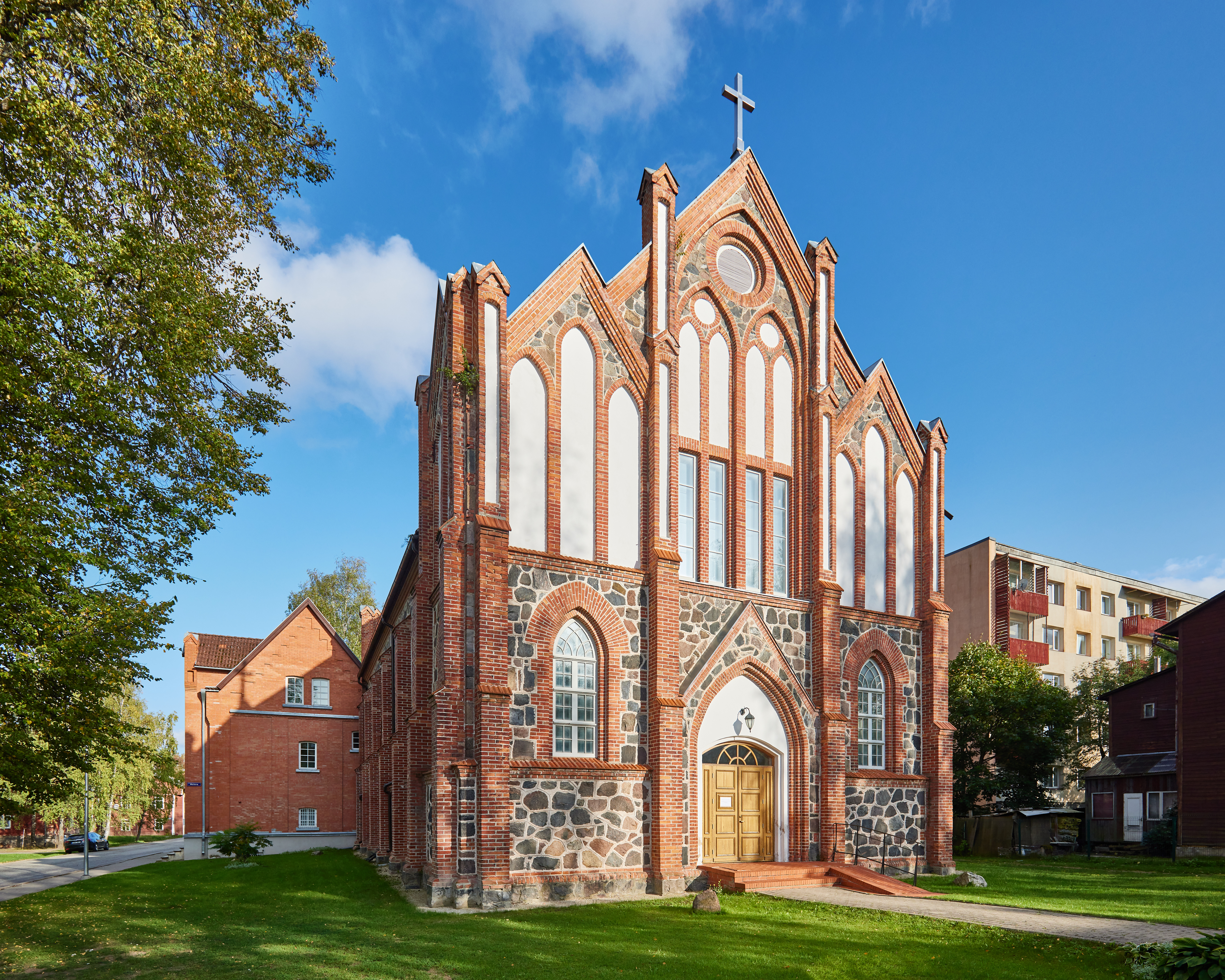
Церковь Святого Духа в Валга
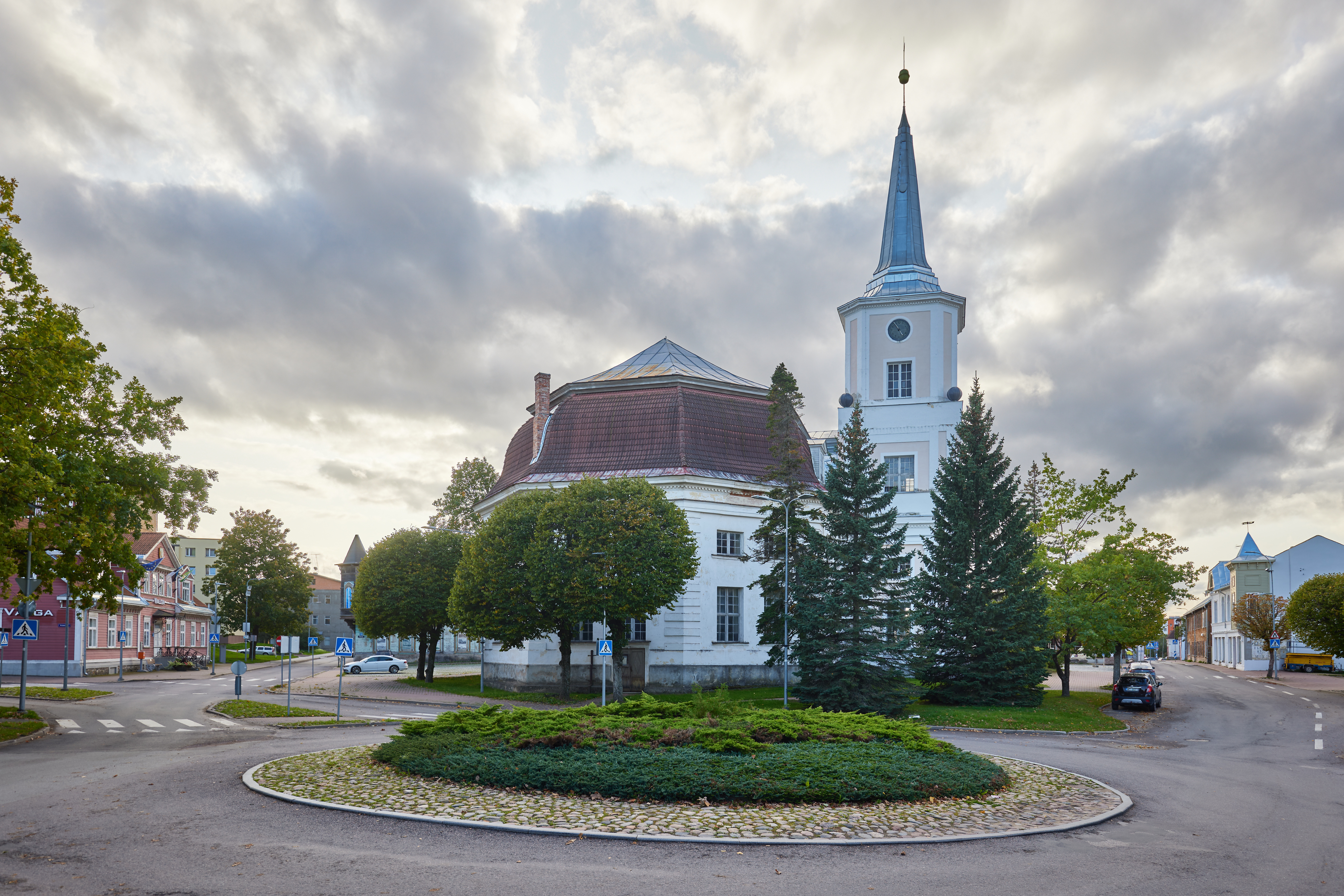
Яановская церковь в Валга
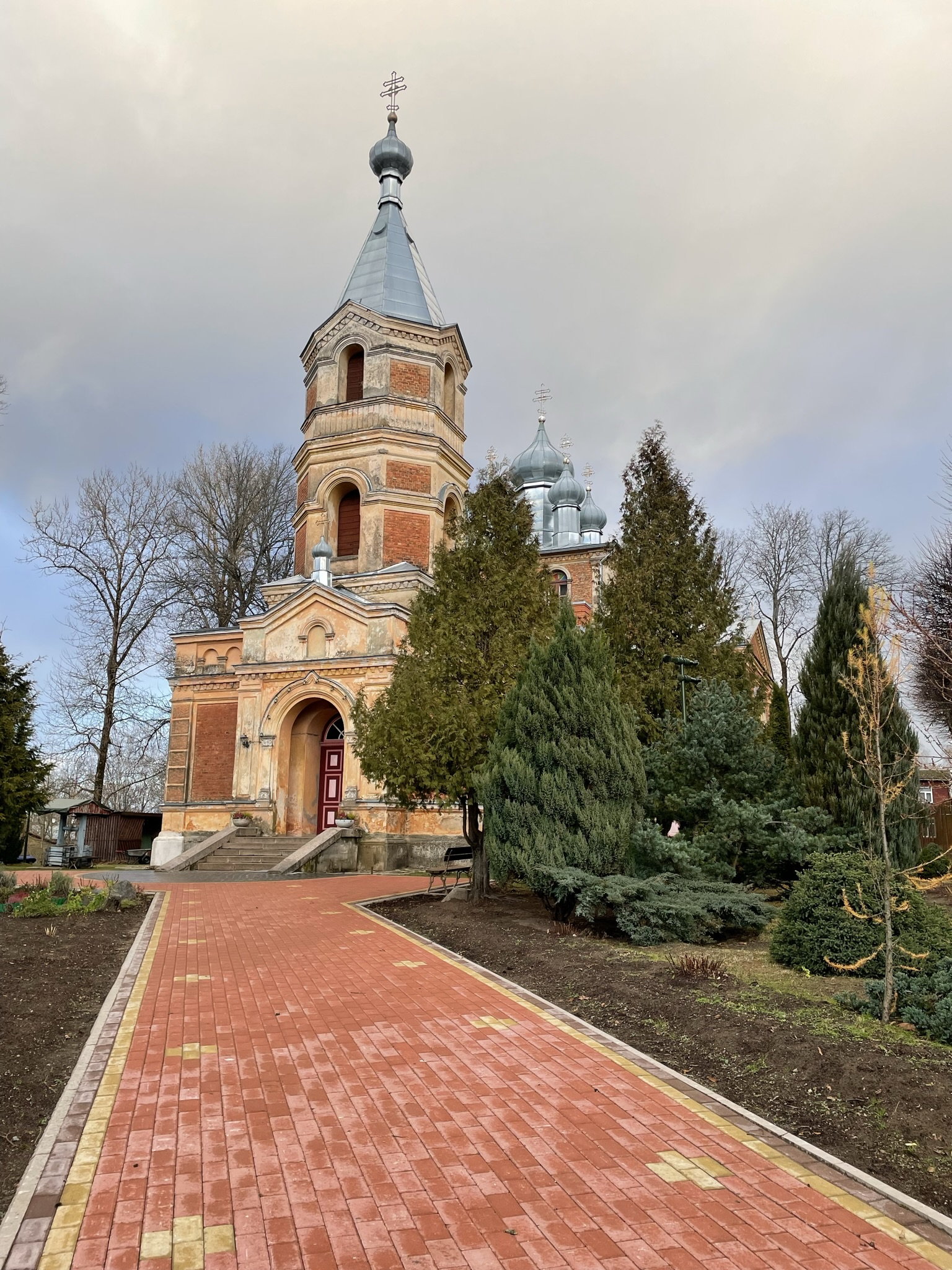
Православная церковь Святого Исидора в Валга
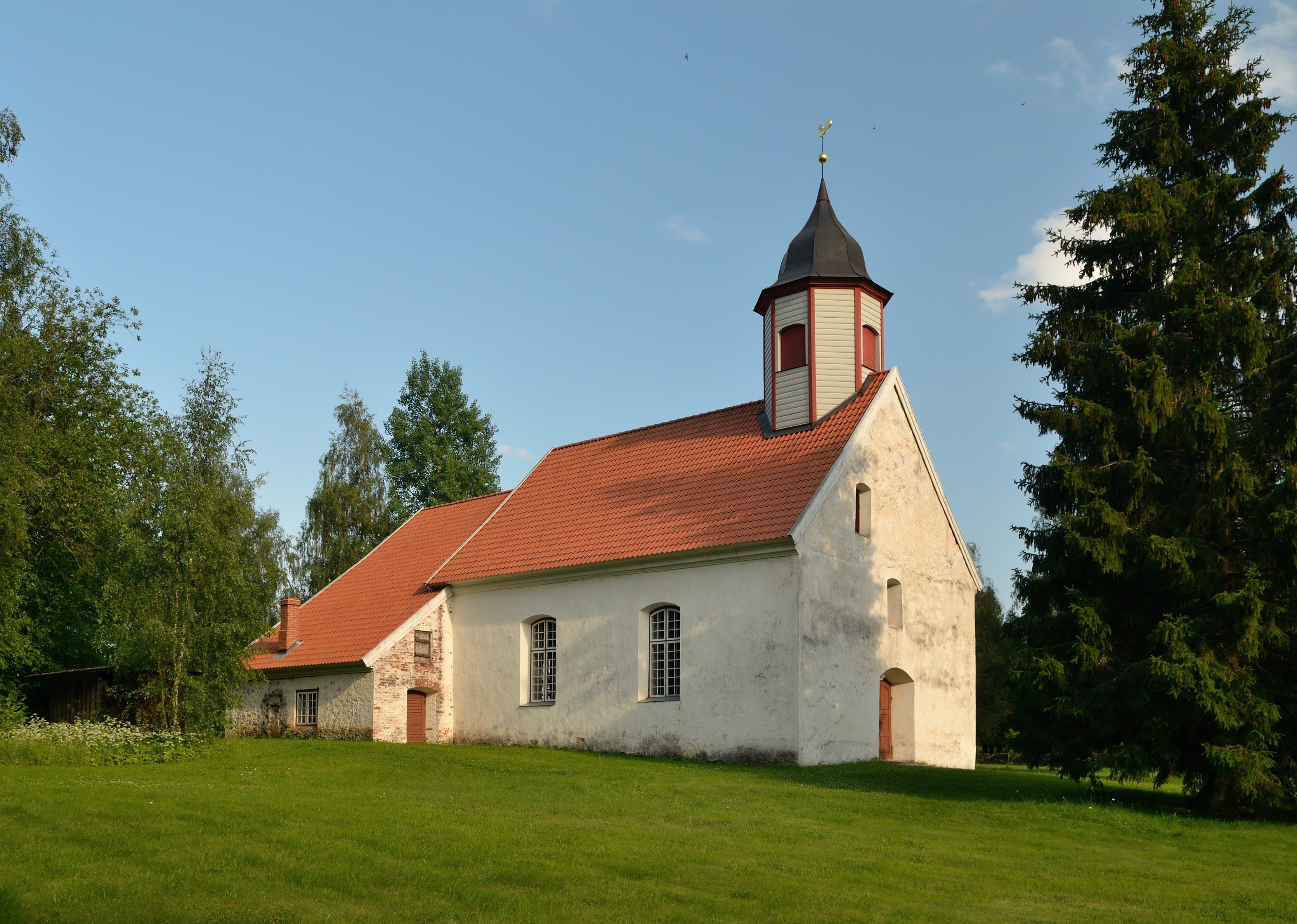
Церковь Таагепера
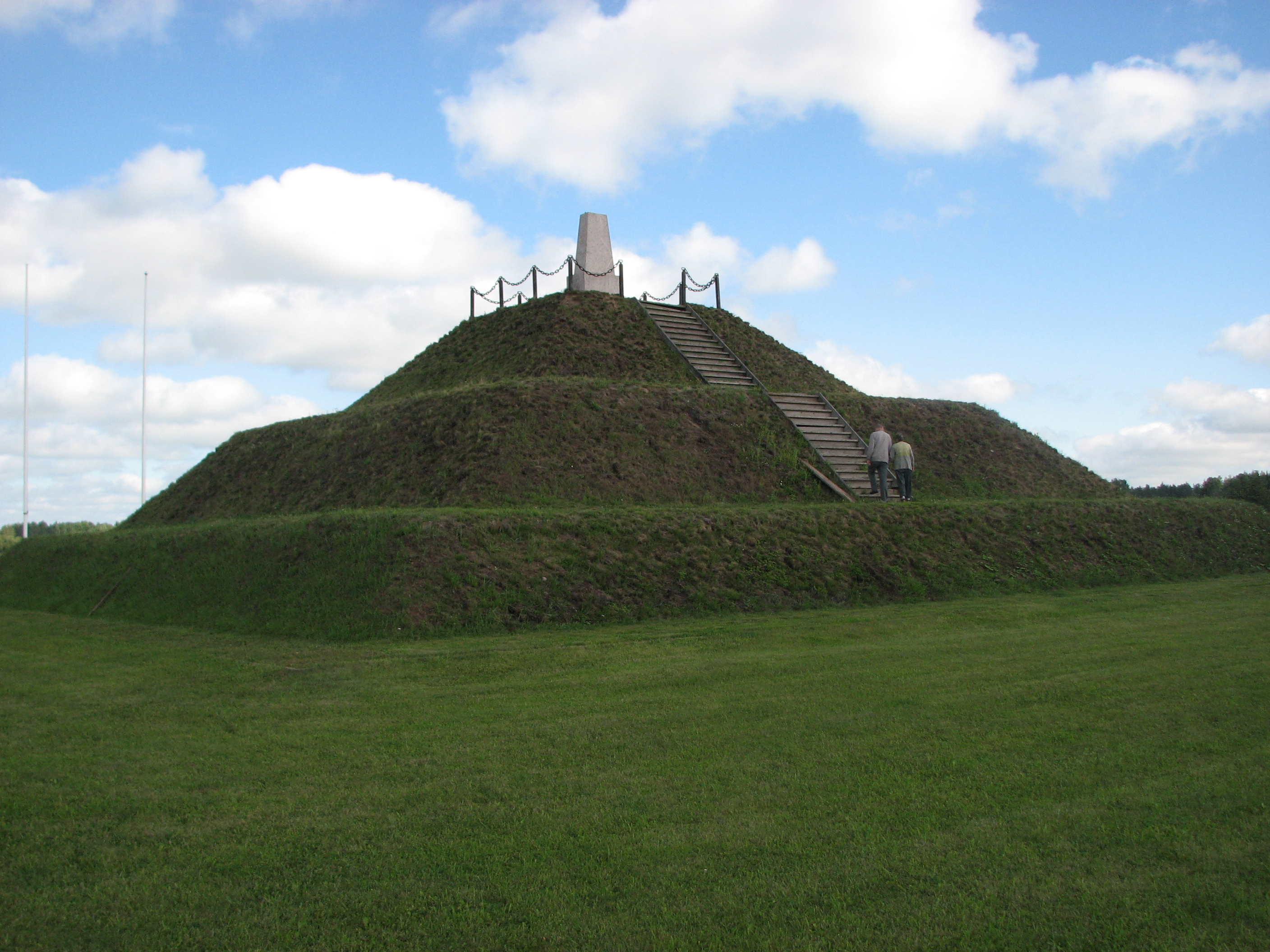
Монумент битве у Паю
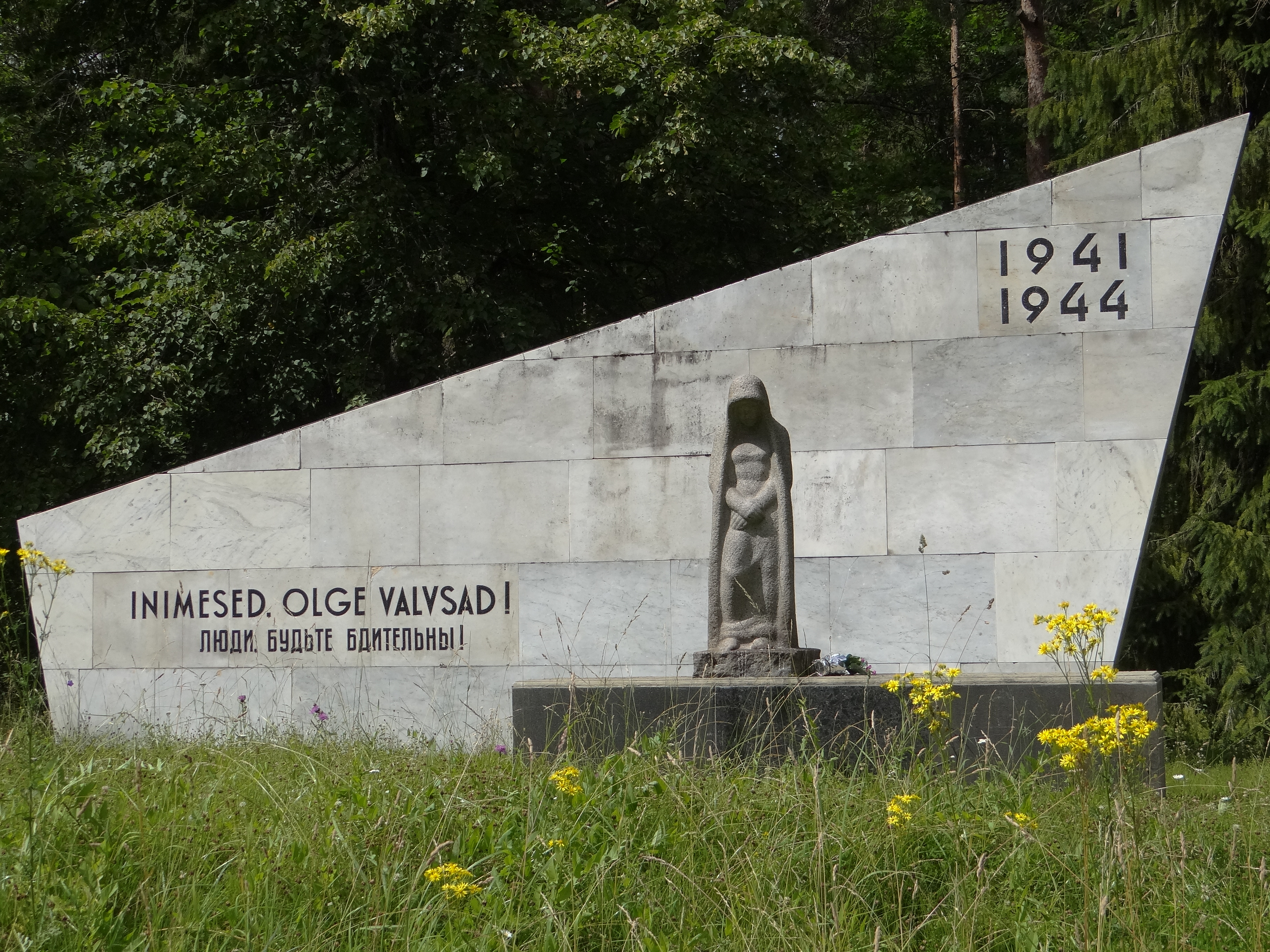
Памятник «Скорбящая мать» в лесу Прийметса

## Известные уроженцы
- Александр Ляте (1860—1948), композитор, родился в деревне Пикасилла.
- Конрад Мяги (1878—1925), живописец и педагог, родился в волости Хелленурме.
- Илми Пармасто[эст.] (род. 1935), учёная-миколог, родилась в городе Валга.
- Тийт Кябин[эст.] (1937—2011), правовед и политик, родился в посёлке Пука.
- Тийт Вяхи (род. 1947), политик и хозяйственник, родился в деревне Каагъярве.
- Пауль Варул[эст.] (род. 1952), правовед и государственный деятель, родился в городе Валга.
- Урмас Отт (1955—2008), тележурналист, родился и рос в городе Отепя.